# 108 (عدد)
108 (مائة وثمانية) هو عدد صحيح. يلي العدد 107 ويسبق العدد 109 وهو عدد طبيعي موجب.